# Jiří Voskovec
Jiří Voskovec, également appelé George Voskovec après sa naturalisation américaine (né le 19 juin 1905 à Sázava, en Bohême, et mort le 1er juillet 1981 à Pearblossom, en Californie), est un acteur, metteur en scène, traducteur et poète américano-tchécoslovaque.

## Biographie
Jiří Voskovec étudie à Prague puis à Dijon, en France. Il devient citoyen américain en 1955.
Il joue pendant une grande partie de sa carrière aux côtés de Jan Werich au théâtre Osvobozené divadlo de Prague.

## Filmographie partielle
- 1937 : Le monde est à nous de Martin Frič
- 1952 : Tout peut arriver
- 1957 : Douze hommes en colère
- 1957 : Le 27e jour (The 27th Day) de William Asher
- 1958 : Bravados
- 1968 : L'Étrangleur de Boston (The Boston Strangler) de Richard Fleischer
- 1974 : Enquête dans l'impossible (Man on a Swing) de Frank Perry
- 1981 : L'Homme à l'orchidée   (série télévisée)

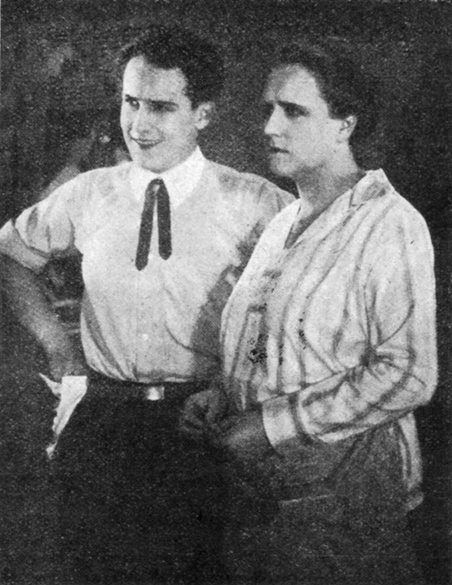
Petr Dolan = Jiří Voskovec) et Landlady (Božena Svobodová) dans le film Pohádka máje (1926).